# Trapezites iacchus
The Iacchus Skipper (Trapezites iacchus) là một loài bướm ngày thuộc họ Bướm nhảy. Nó được tìm thấy ở New South Wales và Queensland.
Sải cánh dài khoảng 30 mm.
Ấu trùng ăn Lomandra hystrix, Lomandra longifolia and Lomandra multiflora.